# Eugeniusz Minkowicz-Wysoczański
Eugeniusz Minkowicz-Wysoczański herbu Wukry (ur. 1851, zm. 5 sierpnia 1913 we Lwowie) – aptekarz, burmistrz Sokala.

## Życiorys
Urodził się 1851. Był synem Aleksandra (właściciel Jakimowa) oraz Rozalii z Janiszowskich (córki właściciela Rusina). Z Bronisławą z Falkowskich (córka właściciela Głuchowa) miał synów: dr. Kazimierza (starosta i komisarz rządowy) i dr. Bronisława (przemysłowiec, współwłaściciel fabryki chemicznej we Lwowie, konsul honorowy, pisarz). Z zawodu był aptekarzem.
Przez 19 lat sprawował urząd burmistrza Sokala. Równolegle należał do wielu miejscowych instytucji, towarzystw i korporacji, zasiadając w zarządach.
Otrzymał tytuł honorowego obywatelstwa Sokala. Został odznaczony Złotym Krzyżem Zasługi Cywilnej z koroną, Honorowym Krzyżem Pro Ecclesia et Pontifice, Krzyżem Kawalerskim Orderu Świętego Grzegorza Wielkiego. Jego imieniem nazwano jedną z ulic w Sokalu oraz Fundację dla Uczniów Gimnazjalnych.
W ostatnich dniach życia przebywał w Truskawcu celem poratowania zdrowia. Stamtąd udał się do Lwowa, gdzie zmarł 5 sierpnia 1913 przeżywszy 62 lata. Został pochowany w Sokalu.